# Myrsine montana
Myrsine montana är en viveväxtart som beskrevs av Joseph Dalton Hooker. Myrsine montana ingår i släktet Myrsine och familjen viveväxter. Inga underarter finns listade i Catalogue of Life.